# Guinea Pig (serie di film)
I film Guinea Pig (ギニーピッグ?, Ginī Piggu) sono una produzione horror giapponese di genere splatter realizzata negli anni ottanta e divenuta famosa per via degli effetti speciali straordinariamente realistici. A causa delle innumerevoli controversie che hanno circondato la serie, in Giappone è divenuta illegale la produzione di qualsiasi film targato "Guinea Pig".
La notorietà di questa serie nasce alla fine degli anni ottanta, quando i primi cinque film furono trovati nella collezione di quasi seimila videocassette del serial killer giapponese Tsutomu Miyazaki. Negli Stati Uniti l'esplosione del fenomeno avviene nel 1991, quando l'attore Charlie Sheen, credendo erroneamente che Flower of Flesh and Blood fosse uno snuff movie, iniziò una vera e propria crociata contro la serie, richiedendo anche l'azione dell'FBI (la vicenda arriverà fino alle aule del tribunale, nelle quali verrà poi accertato come non si tratti di veri snuff movie).

## Film

### Akuma no jikken
Guinea Pig - Akuma no jikken (ギニーピッグ 悪魔の実験?, Ginī Piggu - Akuma no jikken, lett. "Guinea Pig - L'esperimento del diavolo") è il primo episodio (1985), un mediometraggio di circa quaranta minuti che vede come protagonisti un gruppo di ragazzi che rapiscono e torturano una donna allo scopo di sperimentare quanto possa resistere il corpo umano al dolore. Il video è stato diviso in capitoli suddivisi dalle diverse torture: sberle, calci, tenaglia, incoscienza, rumore, pelle, ustioni, vermi, interiora, ago. In ogni capitolo viene visualizzato una sorta di contatore come a indicare il livello di sopportazione raggiunto. L'introduzione fatta dal narratore afferma di aver trovato questo video amatoriale e nell'outro del film afferma che non c'erano altri dettagli riguardo all'esperimento ma il nome l'età e le altre informazioni sulla ragazza e su i tre uomini sono attualmente sotto indagine. Ovviamente si tratta di un Mockumentary ossia di un falso documentario.

### Chiniku no hana
Il secondo episodio (1985) è intitolato Guinea Pig - Chiniku no hana (ギニーピッグ2 血肉の華? lett. "Guinea Pig 2 - Fiore di sangue e carne") ed è tratto da un'opera del mangaka Hideshi Hino, il quale firma sceneggiatura e regia di questo episodio. Un uomo vestito da samurai narcotizza una donna, la rapisce e la smembra. Infine, aggiunge le diverse parti del corpo alla sua "collezione".

#### Reazioni
- Dopo la visione di una parte del film, l'attore Charlie Sheen si convinse di aver assistito ad un vero omicidio e contattò la MPAA, che a sua volta richiese l'intervento dell'FBI. Successivamente l'agente Dan Codling informò l'MPAA del fatto che sia l'FBI che le autorità giapponesi avevano già lavorato al caso e che i realizzatori della pellicola avevano dimostrato che si trattava solo di effetti speciali e non di scene reali (cosa che dovette fare a suo tempo, anche il regista italiano Ruggero Deodato, per il suo film Cannibal Holocaust). Gli effetti speciali utilizzati in questo film sono stati descritti minuziosamente nel documentario del 1986 Meikingu obu Za ginipiggu.
- La band Skinny Puppy scrisse la canzone The Mourn dopo aver scoperto l'esistenza del video e creduto che fosse uno snuff autentico. Una volta venuti a sapere che le scene di violenza non erano autentiche, i membri della band inserirono alcune scene del film nei loro concerti.

### Senritsu! Shinanai otoko
La terza pellicola (1986), intitolata Guinea Pig 3 - Senritsu! Shinanai otoko (ギニーピッグ3 戦慄! 死なない男? lett. "Guinea Pig 3 - Brivido! L'uomo che non muore"), narra di un impiegato giapponese che, annoiato dalla monotona vita quotidiana del sol levante, tenta il suicidio tagliandosi le vene. L'uomo non prova dolore, nemmeno dopo svariati tentativi: realizza così di non poter morire. A differenza dei due capitoli precedenti i toni si abbassano inserendo oltre alla violenza un plot narrativo e un accenno di comicità dettata dalle situazioni altamente ridicole.

### Manhōru no naka no ningyo
Il quarto episodio (1988), basato su un manga di Hideshi Hino e diretto dal mangaka stesso, vede come protagonista un artista che tenta di superare il trauma provocato dalla recente morte della moglie. Un giorno, mentre percorre le fogne sotto le strade di Okinawa, incrocia una sirena. Nel vederla, si rende conto di averla conosciuta in precedenza, da bambino, quando al posto della fognatura c'era un fiume. L'uomo decide di fermarsi per dipingere un ritratto della sirena, ma dopo breve tempo lei inizia a piangere di dolore; così l'artista si accorge delle strane ferite sul corpo della donna, che probabilmente è stata nella fogna per così tanto tempo che il suo corpo è stato infettato dall'ambiente malsano. L'artista porta la creatura a casa sua e dopo un breve periodo le ferite peggiorano ed iniziano a sanguinare. L'artista usa il sangue della creatura per disegnarle un ritratto, ma le sue condizioni peggiorano e in breve tempo muore.

### Notre Dame no android
The Guinea Pig - Notre Dame no android (ザ・ギニーピッグ2 ノートルダムのアンドロイド? lett. "The Guinea Pig - L'androide di Notre Dame") è il quinto episodio (1988) e racconta di uno scienziato e del suo tentativo di trovare una cura per la sorella gravemente malata. L'uomo necessita di una "cavia" per poter portare a termine l'esperimento; uno straniero offre la possibilità allo scienziato di avere un corpo sul quale eseguire le sue ricerche per pochi soldi. L'esperimento non va bene e lo scienziato si arrabbia così tanto che finisce per fare a pezzi il corpo. Un nuovo incontro con "il venditore" darà la possibilità allo scienziato di avere un nuovo corpo con il quale proseguire l'esperimento.

### Peter no akuma no joi-san
Il sesto episodio (1990) è intitolato Guinea Pig - Peter no akuma no joi-san (ギニーピッグ4 ピーターの悪魔の女医さん? lett. "Guinea Pig - La signora dottoressa diavolo di Peter") e racconta la storia di una dottoressa transessuale (interpretata dall'attore giapponese Shinnosuke Ikehata). Lo scopo di questa donna è riassumibile nel mutilare e uccidere tutti i suoi pazienti. Con questo episodio i toni della serie passano dall'horror alla commedia slapstick.

### Zansatsu special
Guinea Pig - Zansatsu special (ギニーピッグ 惨殺スペシャル? lett. "Guinea Pig - Speciale massacro"), settimo e ultimo film della serie (1992), rappresenta soprattutto una sorta di "best of" che porta in primo piano i momenti più truculenti dei primi episodi.

## Edizioni DVD
Nel 2002 la defunta compagnia tedesca Devil Pictures ha realizzato un DVD BOX, in edizione limitata, region-free, contenente i sei film, il documentario Making of Guinea Pig e per la prima volta lo speciale Making of Devil Woman Doctor. Il cofanetto contiene anche una t-shirt ed un poster dedicato a Devil's Experiment. Anche se intitolato Guinea Pig: The Complete Series, il cofanetto non contiene lo speciale Slaughter Special.
Nel 2005 la compagnia statunitense Unearthed Films realizza il primo cofanetto veramente completo, contenente tutti e sei gli episodi, i due Making of e Slaughter Special. In questo caso, il cofanetto contiene molti contenuti speciali, come il manga dal quale è tratto Mermaid In A Manhole.